# Fregata gran
La fregata gran o fregata comuna (Fregata minor), també coneguda com a iwa, és una espècie d'ocell de la família dels fregàtids (Fregatidae). Les poblacions més grans es troben als oceans Pacífic i Índic, així com una població a l'Atlàntic sud. S'alimenta de peix caçat al vol a la superfície del mar i practica menys el cleptoparasitisme que altres espècies de fregates.
El mascle adult de la fregata comuna és totalment negre amb un lleuger to verdós a l'esquena i una banda marronosa a les ales. Les femelles tenen un plomatge blanc a l'abdomen i el pit i que s'estén fins a la barbeta. Els joves tenen un plomatge blanc a tot el cap, amb una lleugera tonalitat vermellosa.
El seu estat de conservació es considera de risc mínim.